# Molukse arend
De Molukse arend (Aquila gurneyi) is een vogel uit de familie van arendachtigen (Accipitridae) en wordt ook wel Gurney-arend genoemd, naar de naamgever van deze vogel, de Engelse ornitholoog John Henry Gurney.

## Uiterlijk
Deze roofvogel kan een lengte bereiken van 66 tot 80 cm. Het vrouwtje kan een gemiddeld gewicht bereiken van 3060 gram.

## Leefwijze
Het hoofdvoedsel bestaat voor het overgrote deel uit zoogdieren.

## Verspreiding en leefgebied
Deze arend komt voor in Nieuw Guinea en op de Molukken in laagland gebieden.

## Status
De grootte van de populatie is in 2005 geschat tussen de 1000 en 10.000 vogels. Op de Rode lijst van de IUCN heeft deze soort de status gevoelig.